# Johan Erik Nyström

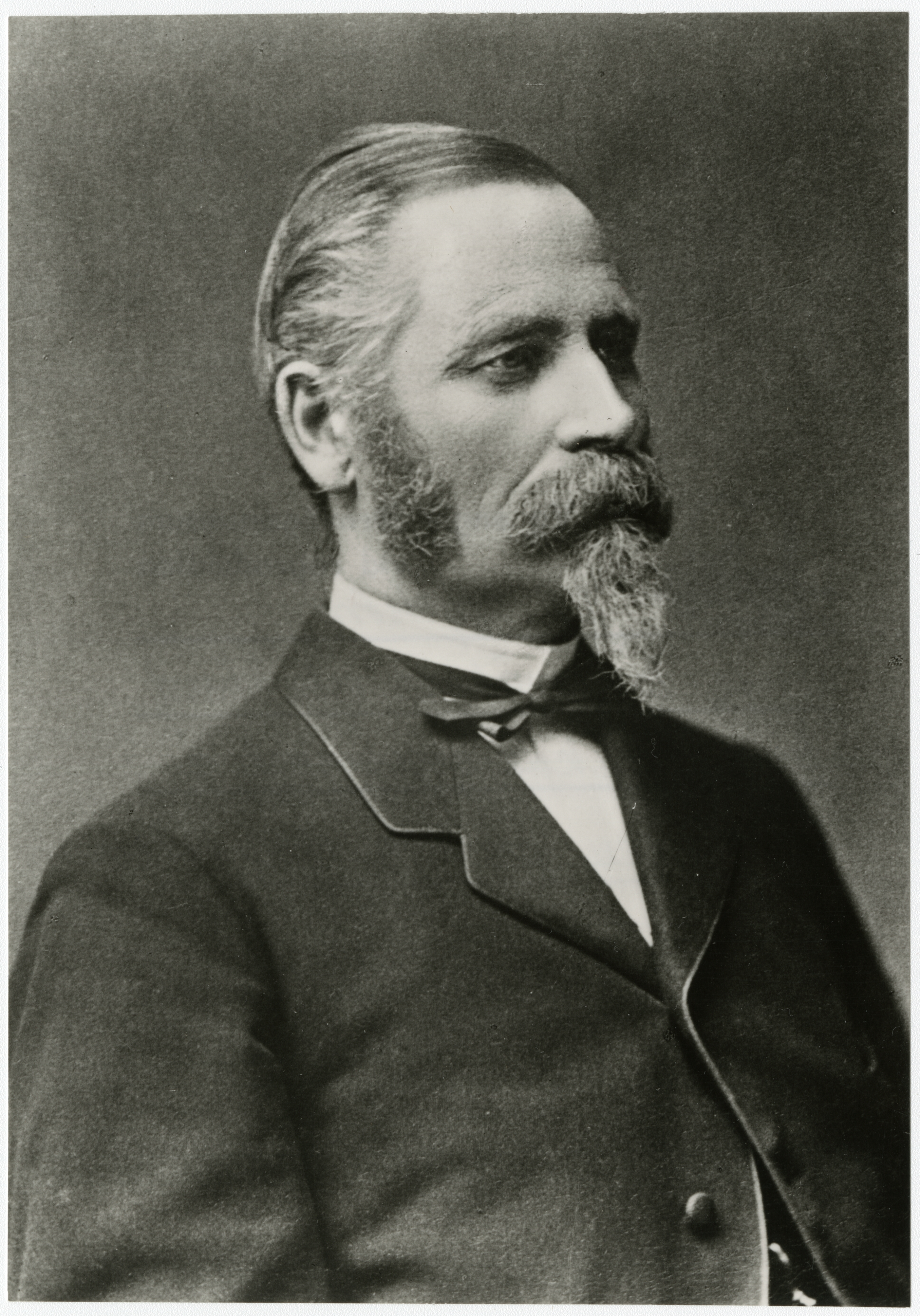
Johan Erik Nyström.

Johan Erik Nyström (i riksdagen kallad Nyström i Luleå), född 1 mars 1822 i Alvik, Luleå socken, död 23 februari 1889 i Stockholm, var en svensk lantmätare,  riksdagsman och porträttmålare.
Nyström var bondson och äldst av elva syskon, varför han tidigt fick arbeta i familjens jordbruk. Samtidigt var han studieintresserad och efter att ha fungerat som skrivare hos en häradshövding beslöt han sig för att försöka bli lantmätare. Vid Härnösands gymnasium läste han nödvändiga ämnen och praktiserade sedan i Ångermanland. År 1844 reste han till Stockholm och året därpå avlade han lantmäteriexamen. I april 1849 blev Nyström vice kommissionslantmätare i Norrbottens län, år 1853 kommissionslantmätare där, år 1857 styresman för avvittringsverket i samma län och 1860 utnämndes han till förste lantmätare, det vill säga lantmäterichef i Norrbottens län. Han fungerade även som stadsingenjör i Luleå och var från 1868 verkställande direktör vid Vesterbottens enskilda banks kontor i Luleå.
På 1860- och 1870-talen var Nyström under flera perioder kommunalpolitiskt aktiv i Luleå och var ordförande i stadsfullmäktige. År 1864 valdes han till landstingsman. Han blev sedan politiker på riksnivå och var riksdagsledamot i första kammaren för Norrbottens läns valkrets från 1880 till sin död 1889. Hans politiska hjärtefrågor var bygget av norra stambanan och en vidareutbyggnad av försvaret i norra Sverige. 
Därutöver var Nyström verksam som konstnär och utförde ett stort antal porträtt i olja.
Nyström var riddare av Vasaorden. Han var gift med Teresia von Hedenberg, som var dotter till landshövdingen Carl August von Hedenberg. Makarna Nyström hade inga barn.